# Bernd Bransch
Bernd Bransch (ur. 24 września 1944 w Halle, zm. 11 czerwca 2022 tamże) – niemiecki piłkarz grający na pozycji środkowego obrońcy.

## Kariera klubowa
Bransch urodził się w mieście Halle. Karierę piłkarską rozpoczął w tamtejszym klubie BSG Motor Halle-Süd, w którym rozpoczął treningi w 1954 roku. W 1962 roku został zawodnikiem innego klubu z Halle, Chemie Halle i w jego barwach zadebiutował w tamtym roku w rozgrywkach pierwszej ligi NRD. Od czasu debiutu był podstawowym zawodnikiem zespołu, a w 1966 roku zmienił on nazwę na Hallescher FC Chemie. Nie osiągał jednak większych sukcesów z tą drużyną, a w 1973 roku odszedł do FC Carl Zeiss Jena. W 1974 roku osiągnął z nią największy sukces w karierze klubowej – zdobył Puchar NRD, dzięki zwycięstwu 3:1 w finale nad Dynamem Drezno. Latem po tym sukcesie odszedł z klubu z Jeny i wrócił do Hallescher Chemie FC. Grał w nim do końca kariery, czyli do 1977 roku. W lidze w barwach Hallescher rozegrał 317 meczów, w których zdobył 43 gole. W latach 1968 i 1974 został uznany przez prasę z NRD piłkarzem roku.
| Sezon   | Klub                 | Kraj | Rozgrywki    | Mecze | Bramki |
| ------- | -------------------- | ---- | ------------ | ----- | ------ |
| 1962/63 | Chemie Halle         | NRD  | DDR-Oberliga | ?     | ?      |
| 1963/64 | Chemie Halle         | NRD  | DDR-Oberliga | 22    | 4      |
| 1965/66 | Chemie Halle         | NRD  | DDR-Oberliga | ?     | ?      |
| 1966/67 | Hallescher FC Chemie | NRD  | DDR-Oberliga | 25    | 4      |
| 1967/68 | Hallescher FC Chemie | NRD  | DDR-Oberliga | 26    | 6      |
| 1968/69 | Hallescher FC Chemie | NRD  | DDR-Oberliga | 25    | 4      |
| 1969/70 | Hallescher FC Chemie | NRD  | DDR-Oberliga | 25    | 4      |
| 1970/71 | Hallescher FC Chemie | NRD  | DDR-Oberliga | 25    | 5      |
| 1971/72 | Hallescher FC Chemie | NRD  | DDR-Oberliga | 26    | 4      |
| 1972/73 | Hallescher FC Chemie | NRD  | DDR-Oberliga | 24    | 6      |
| 1973/74 | FC Carl Zeiss Jena   | NRD  | DDR-Oberliga | 25    | 1      |
| 1974/75 | Hallescher FC Chemie | NRD  | DDR-Oberliga | 16    | 1      |
| 1975/76 | Hallescher FC Chemie | NRD  | DDR-Oberliga | 26    | 2      |
| 1976/77 | Hallescher FC Chemie | NRD  | DDR-Oberliga | 26    | 1      |

## Kariera reprezentacyjna
W reprezentacji NRD Bransch zadebiutował 17 maja 1967 roku w wygranym 1:0 towarzyskim spotkaniu ze Szwecją. W 1972 roku był podstawowym zawodnikiem olimpijskiej kadry NRD, która na igrzyskach olimpijskich w Monachium wywalczyła brązowy medal. W 1974 roku został powołany przez selekcjonera Georga Buschnera do kadry na mistrzostwa świata w RFN, jedyny mundial na którym uczestniczyła kadra NRD. Tam Bernd wystąpił we wszystkich meczach swojej drużyny: z Australią (2:0), z Chile (1:1), z RFN (1:0), z Brazylią (0:1), z Holandią (0:2) i z Argentyną (1:1). Natomiast w 1976 roku Bransch zdobył z NRD złoty medal na igrzyskach olimpijskich w Montrealu - Niemcy wygrali 3:1 w finale z Polską. Karierę reprezentacyjną zakończył w 1976 roku po meczu z Algierią (5:0), a w kadrze narodowej rozegrał 64 mecze, w których zdobył trzy gole.